# Campeonato Mundial de Atletismo en Pista Cubierta de 1991
El III Campeonato Mundial de Atletismo en Pista Cubierta se celebró en Sevilla (España) entre el 8 y el 10 de marzo de 1991 bajo la organización de la Asociación Internacional de Federaciones de Atletismo y la Real Federación Española de Atletismo.
Las competiciones se llevaron a cabo en el Pabellón Municipal de San Pablo. Se contó con la presencia de 531 atletas de 82 países. 

## Resultados

### Masculino
| Evento            | Oro                                                                                 | Plata                                                                          | Bronce                                                                            |
| ----------------- | ----------------------------------------------------------------------------------- | ------------------------------------------------------------------------------ | --------------------------------------------------------------------------------- |
| 60 m              | Andre Cason Estados Unidos 6,54 s                                                   | Linford Christie Reino Unido 6,55 s                                            | Chidi Imo Nigeria 6,60 s                                                          |
| 200 m             | Nikolai Antonov Bulgaria 20,67                                                      | Linford Christie Reino Unido 20,72                                             | Ade Mafe Reino Unido 20,92                                                        |
| 400 m             | Devon Morris Jamaica 46,17                                                          | Samson Kitur Kenia 46,21                                                       | Cayetano Cornet · España · 46,52                                                  |
| 800 m             | Paul Ereng Kenia 1:47,08                                                            | Tomás de Teresa · España · 1:47,82                                             | Simon Hoogewerf · Canadá · 1:47,88                                                |
| 1.500 m           | Noureddine Morceli Argelia 3:41,57                                                  | Fermín Cacho · España · 3:42,68                                                | Mário Silva Portugal 3:43,85                                                      |
| 3.000 m           | Frank O'Mara Irlanda 7:41,14                                                        | Hammou Boutayeb Marruecos 7:43,64                                              | Rob Denmark Reino Unido 7:43,90                                                   |
| 60 m vallas       | Greg Foster Estados Unidos 7,45                                                     | Igor Kazanov URSS 7,47                                                         | Mark McKoy · Canadá · 7,49                                                        |
| Salto de altura   | Hollis Conway Estados Unidos 2,40 m                                                 | Artur Partyka · Polonia · 2,37 m                                               | Javier Sotomayor · Cuba / · Alexei Yemelin · URSS · 2,31 m                        |
| Salto con pértiga | Sergei Bubka URSS 6,00                                                              | Viktor Rizhenkov URSS 5,80                                                     | Ferenc Salbert Francia 5,70                                                       |
| Salto de longitud | Dietmar Haaf · Alemania · 8,15                                                      | Jaime Jefferson · Cuba · 8,04                                                  | Giovanni Evagelisti · Italia · 7,93                                               |
| Salto triple      | Igor Lapshin URSS 17,31                                                             | Leonid Voloshin URSS 17,04                                                     | Tord Henriksson · Suecia · 16,80                                                  |
| Peso              | Werner Günthör · Suiza · 21,17                                                      | Klaus Bodenmüller · Austria · 20,42                                            | Ron Backes Estados Unidos 20,06                                                   |
| 4 x 400 m         | Alemania · Rico Lieder · Jens Carlowitz · Karsten Just · Thomas Schönlebe · 3:03,05 | Estados Unidos Raymond Pierre Chip Jenkins Andrew Valmon Antonio McKay 3:03,24 | Italia · Marco Vaccari · Vito Petrella · Alessandro Aimar · Andrea Nuti · 3:05,51 |
| 5.000 m marcha    | Mijaíl Shchennikov URSS 18:23,55                                                    | Giovanni de Benedictis · Italia · 18:23,60                                     | Frants Kostiukevich URSS 18:47,05                                                 |

### Femenino
| Evento            | Oro                                                                                      | Plata                                                                                  | Bronce                                                                         |
| ----------------- | ---------------------------------------------------------------------------------------- | -------------------------------------------------------------------------------------- | ------------------------------------------------------------------------------ |
| 60 m              | Irina Sergeyeva URSS 7,02 s (RM)                                                         | Merlene Ottey Jamaica 7,08 s                                                           | Liliana Allen · Cuba · 7,12 s                                                  |
| 200 m             | Merlene Ottey Jamaica 22,24 (RM)                                                         | Irina Sergeyeva URSS 22,41                                                             | Grit Beuer · Alemania · 22,58                                                  |
| 400 m             | Diane Dixon Estados Unidos 50,64                                                         | Sandra Myers · España · 50,99                                                          | Anita Protti · Suiza · 51,41                                                   |
| 800 m             | Christine Wachtel · Alemania · 2:01,51                                                   | Violeta Beclea · Rumania · 2:01,75                                                     | Ella Kovacs · Rumania · 2:01,79                                                |
| 1.500 m           | Liudmila Rogachova URSS 4:05,09                                                          | Ivana Kubešová Checoslovaquia 4:06,22                                                  | Tudorita Chidu · Rumania · 4:06,27                                             |
| 3.000 m           | Marie-Pierre Duros Francia 8:50,69                                                       | Margareta Keszeg · Rumania · 8:51,51                                                   | Liubov Kremliova URSS 8:51,90                                                  |
| 60 m vallas       | Liudmila Naroshilenko URSS 7,88                                                          | Monique Ewanje-Epée Francia 7,90                                                       | Aliuska López · Cuba · 8,03                                                    |
| Salto de altura   | Heike Henkel · Alemania · 2,00 m                                                         | Tamara Bikova URSS 1,97 m                                                              | Heike Balck · Alemania · 1,94 m                                                |
| Salto de longitud | Larisa Bereshnaya URSS 6,84                                                              | Heike Drechsler · Alemania · 6,82                                                      | Marieta Ilcu · Rumania · 6,74                                                  |
| Peso              | Sui Xinmei China 20,54 (RM)                                                              | Huang Zhihong China 20,33                                                              | Natalia Lisovskaya URSS 20,00                                                  |
| 4 x 400 m         | Alemania · Sandra Seuser · Katrin Schreiter · Annett Hesselbarth · Grit Breuer · 3:27,22 | URSS Marina Shmonina Liudmila Zhigalova Margarita Ponomariova Aelita Yurchenko 3:27,95 | Estados Unidos Terri Dendy Lillie Leatherwood Jearl Milles Diane Dixon 3:29,00 |
| 3.000 m marcha    | Beate Anders · Alemania · 11:50,69                                                       | Kerry Saxby-Junna Australia 12:51,51                                                   | Ileana Salvador · Italia · 12:51,90                                            |

## Medallero
| Núm. | País           | Oro | Plata | Bronce | Total |
| ---- | -------------- | --- | ----- | ------ | ----- |
| 1    | URSS           | 7   | 6     | 4      | 17    |
| 2    | Alemania       | 6   | 1     | 2      | 9     |
| 3    | Estados Unidos | 4   | 1     | 2      | 7     |
| 4    | Jamaica        | 2   | 1     | 0      | 3     |
| 5    | Francia        | 1   | 1     | 1      | 3     |
| 6    | China          | 1   | 1     | 0      | 2     |
| 6    | Kenia          | 1   | 1     | 0      | 2     |
| 8    | Suiza          | 1   | 0     | 1      | 2     |
| 9    | Argelia        | 1   | 0     | 0      | 1     |
| 9    | Bulgaria       | 1   | 0     | 0      | 1     |
| 9    | Irlanda        | 1   | 0     | 0      | 1     |
| 11   | España         | 0   | 3     | 1      | 4     |
| 12   | Rumania        | 0   | 2     | 3      | 5     |
| 13   | Reino Unido    | 0   | 2     | 2      | 4     |
| 15   | Cuba           | 0   | 1     | 3      | 4     |
| 15   | Italia         | 0   | 1     | 3      | 4     |
| 17   | Australia      | 0   | 1     | 0      | 1     |
| 17   | Austria        | 0   | 1     | 0      | 1     |
| 17   | Checoslovaquia | 0   | 1     | 0      | 1     |
| 17   | Marruecos      | 0   | 1     | 0      | 1     |
| 17   | Polonia        | 0   | 1     | 0      | 1     |
| 21   | Canadá         | 0   | 0     | 2      | 2     |
| 23   | Nigeria        | 0   | 0     | 1      | 1     |
| 23   | Portugal       | 0   | 0     | 1      | 1     |
| 23   | Suecia         | 0   | 0     | 1      | 1     |
|      | TOTAL          | 26  | 26    | 27     | 79    |